# Medinilla richardsii
Medinilla richardsii är en tvåhjärtbladig växtart som beskrevs av Regalado. Medinilla richardsii ingår i släktet Medinilla och familjen Melastomataceae. Inga underarter finns listade i Catalogue of Life.